# 下川儀太郎
下川 儀太郎（しもかわ ぎたろう、1904年（明治37年）2月1日 - 1961年（昭和36年）2月6日）は、大正から昭和期の詩人、社会事業家、政治家。衆議院議員。

## 経歴
静岡県静岡市太田町（現:静岡市葵区太田町）出身。1918年（大正7年）静岡商業学校（現静岡県立静岡商業高等学校）を卒業し、日本大学芸術科を中退した。
1924年（大正13年）に労働詩を発表。日本プロレタリア作家同盟（中央委員）、全日本無産者芸術団体協議会に加わり、詩、評論などを発表。戦前、戦中の静岡県プロレタリア文化運動の中心人物として活動し、反戦容疑などで2回投獄された。また、社会事業にも参画し母子ホーム託児所の建設、運営を行った。
1947年（昭和22年）静岡市から静岡県議会議員に選出され2期在任し、民政労働委員長を務めた。1952年（昭和27年）10月の第25回衆議院議員総選挙に静岡県第1区から左派社会党公認で出馬して初当選し、その後、1955年（昭和30年）2月の第27回総選挙まで再選され、衆議院議員に連続3期在任した。この間、社会党再統一後には社会党文化副委員長、同静岡県連書記長、同副委員長などを務めた。

## 著書
- 『ビラ：詩集』紅玉堂書店、1930年。
- 『母子寮の歌』四元社、1942年。
- 『下川儀太郎詩集：富士と河と人間と』第一書店、1948年。
- 『インドへの道』静岡新聞社出版部、1952年。
- 『陣笠三九郎都へ行く』光文社〈カッパ・ブックス〉、1957年。
- 『魔の十三号室』第二書房、1958年。
- 『人間の巣』第二書房、1958年。
- 『緋縮緬』朱雀社、1959年。
- 『陣笠三九郎西へ行く』朱雀社新社、1959年。
- 『兵六大臣行状記：漁色のこよみ』朱雀社新社、1960年。